# Asienspiele 2022/Handball
Bei den Asienspielen 2022 in China wurden vom 24. September bis zum 5. Oktober 2023 zwei Wettbewerbe im Handball ausgetragen. Am Turnier der Männern nahmen 13 Mannschaften teil, bei den Frauen sind es 9 Mannschaften.

## Medaillengewinner
| Disziplin | Gold  | Silber   | Bronze |
| --------- | ----- | -------- | ------ |
| Männer    | Katar | Bahrain  | Kuwait |
| Frauen    | Japan | Südkorea | China  |

## Teilnehmer

### Männer
- China
- Kuwait
- Thailand
- Katar
- Südkorea
- Hongkong
- Bahrain
- Usbekistan
- Kasachstan
- Saudi-Arabien
- Iran
- Mongolei
- Japan

### Frauen
- Südkorea
- Kasachstan
- Thailand
- Usbekistan
- China
- Japan
- Indien
- Hongkong
- Nepal